# 登瀛書院 (臺北市)
25°02′25″N 121°30′37″E / 25.040351°N 121.510203°E
登瀛書院是昔日位於今臺灣臺北市的一間書院，在臺灣日治時期改名為「淡水館」，先後為官員俱樂部、市民仕紳集會所與私立臺灣文庫使用，最後在1906年8月16日被拆毀。

## 沿革
登瀛書院是由臺北府知府陳星聚號召官民集資，後由知府雷其達創建於清光緒六年（1880年）。最初書院的位置是在臺北城府後街的考棚，後來才搬到西門附近（今臺北市長沙街一段上），遷建後當地街道因而改名為「書院街」。
進入日治時期後，登瀛書院建築由臺灣總督樺山資紀改名為「淡水館」，先是做為官員俱樂部，後又在1896年做為公會所使用。後來在此成立了私立臺灣文庫，於1901年1月27日開館直到1906年結束為止。而在同一年因為臺北市進行市區改正，書院建築遂在8月16日被拆毀；臺灣文庫的書則由東洋協會臺灣支部管理，先後藏於臺北天后宮與大稻埕六館街的林本源家族屋舍，最後成為臺灣總督府圖書館的館藏基礎。